# 黄河水库 (枣阳)
黄河水库是中国湖北省襄阳市枣阳市境内的一座水库，位于沙河上，建于1968年。水库正常库容为2439万立方米，集雨面积为66平方千米，海拔为172.9米。